# Giedawy
Giedawy (deutsch Köllmisch Gedau, bis 1931 (Königlich) Gedau) ist ein Ort in der polnischen Woiwodschaft Ermland-Masuren in der Landgemeinde Lelkowo (Lichtenfeld) im Powiat Braniewski (Kreis Braunsberg), bis 1945 im Kreis Heiligenbeil in Ostpreußen.

## Geographische Lage
Giedawy liegt im Nordwesten der Woiwodschaft Ermland-Masuren, 22 Kilometer südöstlich der früheren und heute auf russischem Territorium gelegenen Kreisstadt Heiligenbeil (russisch Mamonowo) bzw. 22 Kilometer südöstlich der heutigen Kreismetropole Braniewo (deutsch Braunsberg).

## Geschichte
Als Groywithen 1334 erstmals urkundlich erwähnt wurde der kleine Ort nach 1334 Grobitten, nach 1347 Grobithen, auch Jedaw, um 1427 Yedaw, auch Gedau, nach 1785 (Königlich) Gedau und ab 1. August 1931 Köllmisch Gedau genannt.
Als Landgemeinde kam Köllmisch Gedau 1874 zum neuen Amtsbezirk Eichholz (polnisch Dębowiec) im ostpreußischen Kreis Heiligenbeil, Regierungsbezirk Königsberg. Im Jahre 1910 zählte die Landgemeinde Gedau 113 Einwohner.
Am 1. August 1931 wurde (Königlich) Gedau in Köllmisch Gedau umbenannt. Die Einwohnerzahl Köllmisch Gedaus belief sich 1933 auf 93 und 1939 auf 80.
Als 1935 in Kriegsfolge das gesamte südliche Ostpreußen an Polen fiel, erhielt Köllmisch Gedau die polnische Namensform „Giedawy“. Heute ist die „Kolonie“ (polnisch Kolonia) eine Ortschaft innerhalb der Gmina Lelkowo (Landgemeinde Lichtenfeld) im Powiat Braniewski (Kreis Braunsberg), von 1975 bis 19908 der Woiwodschaft Elbląg, seither der Woiwodschaft Ermland-Masuren zugehörig.

## Religion
(Königlich) Gedau resp. Köllmisch Gedau war mit seiner fast ausnahmslos evangelischen Bevölkerung bis 1945 in die Kirche Eichholz (polnisch Dębowiec) in der Kirchenprovinz Ostpreußen der Kirche der Altpreußischen Union eingegliedert. Seit 1945 ist die Einwohnerschaft von Giedawy mehrheitlich römisch-katholischer Konfession und gehört nun ebenfalls zu der – nun allerdings anders geweihten – Kirche in Dębowiec (Ecihholz) im Erzbistum Ermland.

## Verkehr
Giedawy liegt nördlich einer Nebenstraße, die von der polnischen Woiwodschaftsstraße 507 (hier auf der Trasse der ehemaligen deutschen Reichsstraße 142) bei Piotrowiec (Peterswalde) nach Wołowo (Wohlau) führt. Eine Bahnanbindung besteht nicht.